# Les Lucs-sur-Boulogne
Les Lucs-sur-Boulogne is een gemeente in het Franse departement Vendée (regio Pays de la Loire) en telt 2702 inwoners (1999). De plaats maakt deel uit van het arrondissement La Roche-sur-Yon.

## Geschiedenis
Tijdens de Opstand in de Vendée had het dorp van ruim tweeduizend inwoners zwaar te lijden onder geweld. Op basis van een slachtofferlijst uit 1794 en skeletten opgegraven in 1860, is de mythe gecreëerd van een slachting op 28 februari 1794 door de infernale colonnes. In werkelijkheid bevatte de lijst waarschijnlijk alle slachtoffers doorheen de revolutionaire jaren, zo'n 300 à 500 personen.

## Geografie
De oppervlakte van Les Lucs-sur-Boulogne bedraagt 53,7 km², de bevolkingsdichtheid is 50,3 inwoners per km².
De onderstaande kaart toont de ligging van Les Lucs-sur-Boulogne met de belangrijkste infrastructuur en aangrenzende gemeenten.

## Demografie
Onderstaande figuur toont het verloop van het inwonertal (bron: INSEE-tellingen).